# Gary Peters
Gary Charles Peters Sr. (Pontiac, 1º dicembre 1958) è un politico statunitense, senatore per lo stato del Michigan dal 2015 e in precedenza membro della Camera dei Rappresentanti per lo stesso stato dal 2009 al 2015.

## Biografia
Nato e cresciuto a Pontiac, dopo gli studi universitari si arruolò in marina, dove rimase per undici anni. Peters si congedò nel 2005 con il grado di capitano di corvetta.
Successivamente Peters lavorò come docente universitario e nel frattempo si dedicò anche alla politica. Per otto anni fu un membro democratico della legislatura statale del Michigan, poi fu nominato commissario alla lotteria dalla governatrice Jennifer Granholm.
Nel 2008 si candidò alla Camera dei Rappresentanti sfidando il repubblicano in carica Joe Knollenberg. Peters riuscì a sconfiggere Knollenberg e divenne deputato, per poi essere riconfermato nel 2010 e nel 2012.
Nel 2013 annunciò la sua intenzione di non concorrere per la rielezione, candidandosi invece al Senato per il seggio lasciato da Carl Levin. Peters riuscì ad essere eletto senatore e lasciò il seggio da deputato alla compagna di partito Brenda Lawrence.
Peters è sposato con Colleen Ochoa e ha tre figli.